# Thomas Jenkinson Woodward
Thomas Jenkinson Woodward  (Huntingdon, 1745 — Diss, 28 de janeiro de 1820) foi um botânico britânico, especialista em ficologia, membro da prestigiosa Linnean Society, considerado como um dos melhores botânicos do seu tempo.

## Biografia
Nasceu por volta de 1745 na cidade de Huntingdon. Os pais faleceram quando ele era muito jovem, mas deixaram-no financeiramente independente. foi educado no Eton College e no Clare Hall, Cambridge, onde obteve o grau de LL.B. em 1769. Pouco depois da sua graduação universitária casou com Frances (f. 27 de novembro de 1833), filha e herdeira de Thomas Manning de Bungay, Suffolk.
Woodward foi nomeado magistrado para o condado de Suffolk. Quando se mudou para Walcot House, Diss, Norfolk, foi nomeado para o mesmo cargo naquele condado. Quando foi estabelecido o sistema de milícias voluntárias, foi escolhido para o cargo de tenente-coronel dos Voluntários de Diss.
Woodward foi eleito sócio da Linnean Society de Londres em 1789. Faleceu em Diss a 28 de janeiro de 1820, e foi sepultado naquela cidade. Não deixou descendentes.

## Obra
Woodward foi descrito por Sir James Edward Smith como um dos melhores botânicos ingleses e foi em sua honra que Smith nomeou o género de fetos Woodwardia. Foi co-autor com Samuel Goodenough da obra Observations on the British Fuci, e contribuiu diversos artigos para os periódicos Philosophical Transactions e Transactions of the Linnean Society of London entre 1784 e 1794, sobre fungos e algas. Também forneceu informações a Smith para a obra de James Sowerby intitulada English Botany, e a William Withering para a segunda edição da sua obra Systematic Arrangement of British Plants, bem como a Thomas Martyn para a sua edição da obra de Philip Miller intitulada Gardeners' Dictionary.